# John Stott

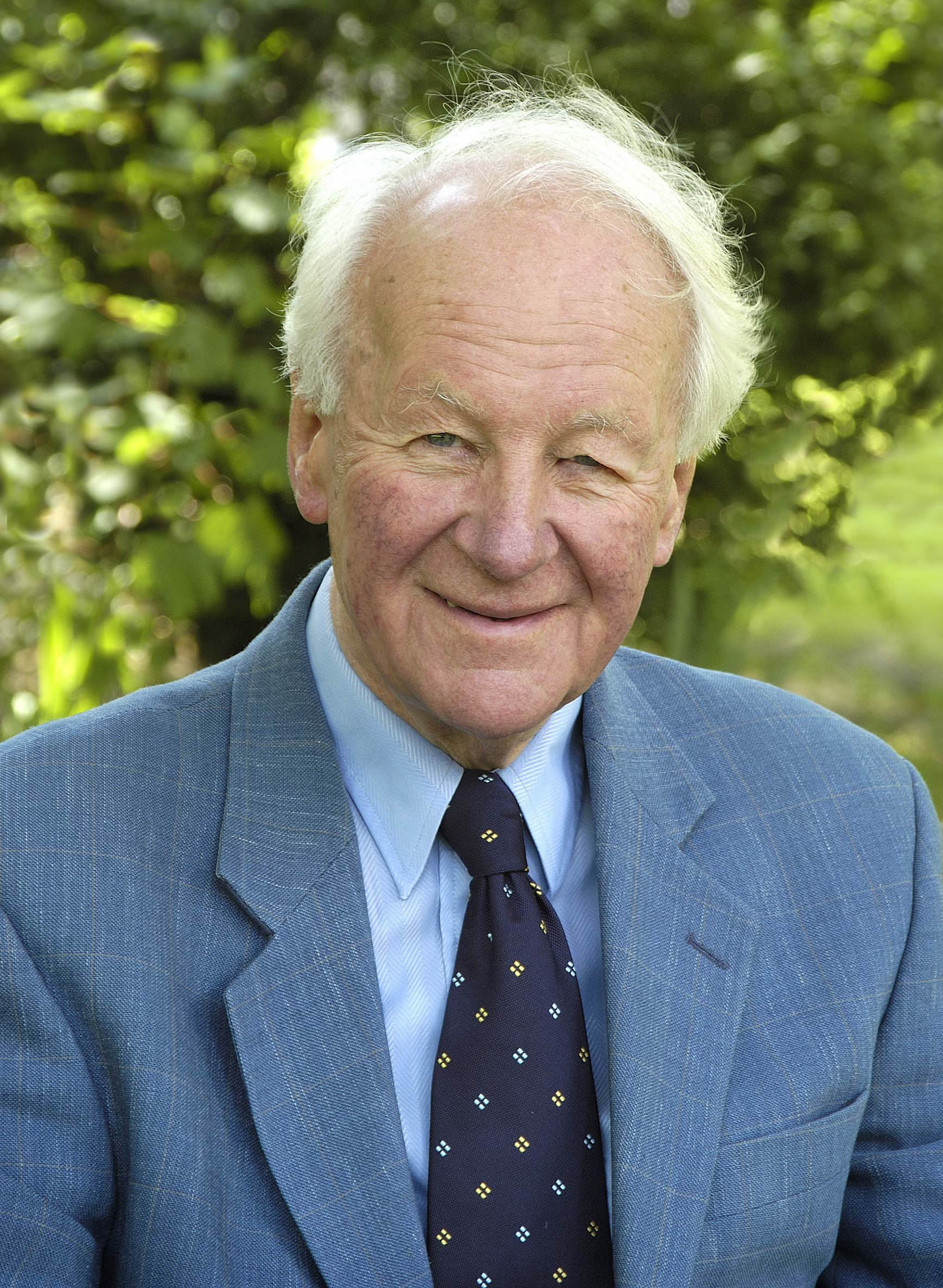
John Stott

John Robert Walmsley Stott, CBE (* 27. April 1921 in London, England; † 27. Juli 2011 in Lingfield, Surrey) war ein britischer Theologe und Priester der Church of England. Er gehörte zu den wichtigsten Theologen der evangelikalen Bewegung. Stott war maßgeblich an der Ausarbeitung der Lausanner Verpflichtung zur Weltevangelisation im Jahre 1974 beteiligt. Das Time Magazine rechnete ihn 2005 zu den 100 einflussreichsten Personen der Welt. Er wurde oft mit Billy Graham in den Vereinigten Staaten verglichen; im Unterschied zu ihm wirkte er weniger durch Predigten als durch seine Publikationen.

## Leben
John Stott wurde als drittes Kind seiner Eltern in London geboren. Sein Vater, Sir Arnold Stott, war Arzt und Agnostiker, seine Mutter besuchte die anglikanische Kirche All Souls, Langham Place, wo auch John Stott konfirmiert wurde. Er besuchte die traditionsreiche Rugby School und entschied sich dort, Christ zu werden. 1939 begann Stott ein Theologiestudium am Trinity College in Cambridge. Sein anschließendes Pastoralstudium vor der Ordination absolvierte er am Ridley Hall College ebenfalls in Cambridge. 1983 wurde ihm der Doktortitel verliehen (Lambeth Doctor of Divinity). Im Jahr 1997 verlieh ihm die heutige London School of Theology, damals assoziiertes College der Brunel University, einen weiteren Doctor of Divinity.
Nach seiner Ordination 1945 wurde er Kurat der anglikanischen All Souls Gemeinde, in der er aufgewachsen war, und 1950 deren Rektor. Obwohl er zahlreiche Angebote erhielt, in der kirchlichen Hierarchie aufzusteigen, blieb er in diesem Amt bis zu seinem Rücktritt 1975, worauf er Rektor Emeritus der Gemeinde wurde und als solcher bis 2007 immer noch mehrmals pro Quartal predigte. Im April 2007 gab Stott das Ende seiner aktiven Zeit als Priester bekannt.

## Evangelikale Bewegung

### Gemeindearbeit
Bald nachdem er Rektor war, ermutigte er seine Gemeindeglieder, einen wöchentlichen Trainingskurs in Evangelisation zu besuchen. Ein monatlicher Gottesdienst für Gäste wurde eingerichtet, es folgten Kurse für neu bekehrte Christen, Mittagsgebete unter der Woche, monatliche Gebetsgottesdienste für Kranke, eine „Kirche für Kinder“, Familiengottesdienste und ein christliches Gemeindezentrum.
John Stotts Gemeinde wurde ein internationales Vorbild für unzählige Innenstadtgemeinden, insbesondere durch die Priorität des Gebets, Predigten mit Bibelauslegung, regelmäßige Evangelisationen, sorgfältige Begleitung von Suchenden und Neubekehrten und das systematische Training von Helfern und Leitern.

### Nationaler Einfluss
In den fünfziger Jahren hatten Evangelikale kaum Einfluss in der anglikanischen Hierarchie. 1961 gründete John Stott mit 22 seiner Freunde ein Netzwerk von evangelikalen Priestern unter vierzig, das Mitte der sechziger Jahre bereits tausend Mitglieder hatte.
Von 1959 bis 1991 betreute er als persönlicher Seelsorger Königin Elisabeth II.
Von 1967 bis 1984 war er Vorsitzender des Church of England Evangelical Council, der Vertretung der Evangelikalen in der Church of England, 1973 und 1974 Präsident der Britischen Evangelischen Allianz. Zwischen 1961 und 1982 war er viermal Präsident der Universities and Colleges Christian Fellowship, einer überkonfessonalen evangelikalen Studentenbewegung.
Im Jahr 1982 gründete er The London Institute for Contemporary Christianity für die Ausbildung von evangelikalen Laien; dieser Organisation stand er bis zu seinem Lebensende vor.
John Stott gilt neben Erzbischof William Temple als einflussreichster Geistlicher der Church of England im 20. Jahrhundert. Alister McGrath schrieb das Wachstum der evangelikalen Bewegung in England nach dem Zweiten Weltkrieg hauptsächlich John Stott zu. Impulse seiner Theologie wurden unter anderem an der London School of Theology aufgenommen.

### Internationaler Einfluss
Stott sah in den Kirchen der Entwicklungsländer die Majority World (zu dt. Mehrheits-Welt). Er hielt seine Evangelisations-Wochen öfter an Hochschulen in Asien, Australien und Afrika ab, um dem akademischen Nachwuchs das Christentum nahezubringen. Von 1960 bis 1981 war er Generalsekretär und von 1986 bis 1990 Präsident der Evangelical Fellowship in the Anglican Communion, der Vertretung der Evangelikalen in der anglikanischen Kirchengemeinschaft.
1969 gründete er den Langham Trust, der jungen evangelikalen Leitern aus der Dritten Welt ein Doktorat in England ermöglichte, um sie danach zu Dozenten in ihren Herkunftsländern werden zu lassen. Seit 1971 finanzierte er aus den Einnahmen seiner Bücher den Evangelical Literature Trust, der Studenten, Pastoren und Kirchenbibliotheken in Entwicklungsländern mit Literatur ausrüstete. Die beiden Wohltätigkeitsorganisationen sind heute in der Langham Partnership vereinigt und haben Zweigstellen auf allen Kontinenten.
Eine seiner wesentlichsten Beiträge zur Weltevangelisation war 1974 der Internationale Kongress für Weltevangelisation in Lausanne und die daraus hervorgegangene Lausanner Verpflichtung, bei deren Erarbeitung er den Vorsitz hatte. Auch beim Entwurf des Manifests von Manila, das aus dem zweiten Kongress für Weltevangelisation 1989 hervorging, hatte er den Vorsitz.
1977 gehörte er zu den Gründern der Fellowship of European Evangelical Theologians, die die Verbindung unter evangelikalen Theologen in Europa stärken sollte. Bei der Abschiedsfeier 2011 verglich der reformierte deutsche Theologe Thomas Schirrmacher Stott mit dem Apostel Paulus. Seine Theologie, seine Predigten und seine Publikationen hätten sich an den ganzen Leib Christi und nicht nur an eine akademische Elite gewendet. Er habe für das Evangelium gekämpft, gleichzeitig gut zuhören und vermitteln können. Er war sowohl lokal und global tätig, und er kümmerte sich um unbedeutende und einflussreiche Menschen. Er verkündigte zuerst das Evangelium von Jesus Christus, engagierte sich dann gegen soziale Missstände und unterstützte und förderte benachteiligte Menschen.

## Privatleben
John Stott lebte sein Leben lang zölibatär und erklärte, sein Dienst, sein Schreiben und seine Reisen wären nie in diesem Ausmaß möglich gewesen, wenn er die Verantwortung für eine Familie gehabt hätte. Sein Hobby war das Birdwatching; er machte zahlreiche Fotos und veröffentlichte auch ein Buch dazu.

## Werke (Auswahl)
John Stott veröffentlichte rund 50 Bücher, die in etwa 65 Sprachen übersetzt und in Millionenauflagen verkauft werden.
- Einführung in das Christentum, 1973, ISBN 3-417-00427-6
- Einheit der Evangelikalen. Gegen die falschen Polarisierungen, 1975, ISBN 3-7655-0370-3
- Die Lausanner Verpflichtung. Eine Auslegung und Erläuterung, in: Lausanner Komitee für Weltevangelisation (Hg.): Lausanne geht weiter. Die Pasadena-Konsultation - Der Willowbank-Report - Die Lausanner Verpflichtung - Der Glen Eyrie-Report. Neuhausen (1980), S. 113–200. ISBN 978-3775105118
- Christsein in den Brennpunkten unserer Zeit
  - Bd. 1., … in einer nicht-christlichen Gesellschaft, 1987, ISBN 3-88224-563-8
  - Bd. 2., … im globalen Bereich, 1987, ISBN 3-88224-564-6
  - Bd. 3., … im sozialen Bereich, 1988, ISBN 3-88224-601-4
  - Bd. 4., … im sexuellen Bereich, 1988, ISBN 3-88224-602-2
- Die Botschaft der Apostelgeschichte. Ein exegetisch-homiletischer Kommentar, 2000, ISBN 3-7751-2954-5
- Homosexuelle Partnerschaften?! Was sagt die Bibel dazu?, 2003, ISBN 3-86122-615-4
- Die große Einladung. Sieben Gründe, warum ich Christ geworden bin, 2004, ISBN 3-7655-3791-8
- Das Kreuz. Zentrum des christlichen Glaubens, 2009, ISBN 3-86827-090-6
- Die Botschaft der Bergpredigt: Kommentar und Gesprächsleitfaden zu Matthäus 5-7, 2010, ISBN 3-939577-03-0